# Elección al Senado de los Estados Unidos en Nuevo Hampshire de 2022
Las elecciones al Senado de los Estados Unidos de 2022 en Nuevo Hampshire se llevaron a cabo el 8 de noviembre de 2022 para elegir a un miembro del Senado de los Estados Unidos que represente al estado de Nuevo Hampshire.
La actual senadora demócrata de primer mandato, Maggie Hassan, ha declarado su intención de postularse para otro mandato. 
En 2016, Hassan derrotó a la entonces senadora republicana Kelly Ayotte por tan solo 1.017 votos, por lo cual, el escaño se considera una de las mejores elecciones posibles en el Senado para los republicanos en el ciclo electoral de 2022. Aunque el presidente Joe Biden ganó cómodamente el estado en 2020 con más del 12 % de ventaja.